# 三大ボイラー
三大ボイラー（さんだいボイラー、中国語: 三大火炉）または三大かまどとは中国の大都市のうち、夏季の気候が高温多湿である重慶・南京・武漢を指す呼称。一般にそのように言われているに過ぎず、気象統計に基づいたものではない。
なお、「四大ボイラー（かまど）」「七大ボイラー（かまど）」との呼称も存在する。
- 三大ボイラー（かまど）：重慶・南京・武漢
- 四大ボイラー（かまど）：三大ボイラー（上記）・長沙（長沙ではなく南昌を四大ボイラー（かまど）に列する場合もある）
- 七大ボイラー（かまど）：四大ボイラー（上記）・南昌・杭州・上海